# 토크 토크
토크 토크(Talk Talk)는 마크 홀리스(보컬, 기타, 피아노), 리 해리스(드럼), 폴 웨브(베이스)가 주도하고 1981년 결성된 영국의 밴드이다. 이 그룹은 신스팝 싱글 Talk Talk(1982년), It's My Life(1984년), Such a Shame(1984년)으로 초기 차트 성공을 달성한 이후 1980년대 중반 더 실험적인 방향으로 접근하여 이른바 포스트 록을 선도하게 되었다. 토크 토크는 싱글 Life's What You Make It(1985년), Living in Another World(1986년)를 통해 유럽과 영국에서 큰 성공을 거두었다. 1988년 4번째 음반 Spirit of Eden을 발매했고 대중적으로 좋은 평가를 받았으나 상업적으로는 실패했다.

## 디스코그래피
- The Party's Over (1982)
- It's My Life (1984)
- The Colour of Spring (1986)
- Spirit of Eden (1988)
- Laughing Stock (1991)